# Луганское (Запорожская область)
Луганское (укр. Луганське) — село,
Розовский поселковый совет,
Розовский район,
Запорожская область,
Украина.
Код КОАТУУ — 2324955101. Население по переписи 2001 года составляло 239 человек.

## Географическое положение
Село Луганское находится у истоков реки Каратыш,
на расстоянии в 1,5 км от пгт Розовка.
Через село проходит автомобильная дорога Т-0803,
рядом проходит железная дорога, станция Платформа 386 км в 1,5 км.